# Энергетика Франции
Энергетика Франции характеризуется высокой долей атомных электростанций в энергетическом балансе и зависимостью от импорта нефти и природного газа.

## Общая характеристика
Оценочные суммарные извлекаемые запасы энергоносителей, рассчитанные по данным Управления энергетической информации США (на декабрь 2015 года), составили 33 млн тонн условного топлива (в угольном эквиваленте) или 0,003 % от общемировых (179 стран мира). В структуре запасов 55 % приходится на нефть и 45 % на природный газ.
Запасы нефти по состоянию на 2021 год оценивались в 61,7 млн баррелей; собственная добыча составляла 81,5 тысяч баррелей в день в то время как потребление нефтепродуктов — 1,67 млн баррелей в день. Запасы природного газа оценивались в 7,79 млрд м³; собственная добыча незначительна (16,2 млн м³ в год), импорт газа за 2020 год составил 46,1 млрд м³, из них 38,2 млрд м³ было потреблено внутри страны, а остальное реэкспортировалось.
Энергетическая зависимость Франции в соответствии с данными Евростата

Энергетическая зависимость* Франции, 1990—2019 гг.

*Примечание. Энергетическая зависимость показывает, в какой степени экономика зависит от импорта для удовлетворения своих энергетических потребностей. Рассчитывается из отношения импорта- нетто (импорт минус экспорт) на сумму валового внутреннего потребления первичных энергоносителей и бункерного топлива. Таблица не учитывает уран для атомных электростанций, который весь импортируется.
Производство первичной энергии во Франции в 2019 году — 133,9 млн тонн нефтяного эквивалента (toe), что составляет 18 % от общего объёма производства первичной энергии в Евросоюзе. На производство электроэнергии было израсходовано 66 % первичной энергии. Страна является нетто-импортером энергоносителей. Так, если экспорт энергоносителей — 34,46 млн toe, импорт — 154,9 млн toe, в том числе природного газа — 48,9 млн toe, нефти и нефтепродуктов — 95,2 млн toe. В конечном энергетическом потреблении доля Франции в Европейском союзе составила 13 %, а в промышленности — 11 %.
В 2023 году потребление энергии на душу населения составляло 3,1 toe (на 12 % выше, чем в среднем по Евросоюзу), потребление электроэнергии — 6 тыс. кВт∙ч (на 13 % выше).

## История
Развитие электроэнергетики во Франции началось в 1884 году. Основная французская нефтегазовая компания была создана а 1924 году под названием Compagnie française des pétroles (CFP), позже она сменила название на Total, а в 2021 году — на TotalEnergies.
В 1946 году все предприятия электроэнергетического комплекса Франции были национализированы и объединены в государственную корпорацию Électricité de France (EDF). Также в 1946 году была создана государственная корпорация Gaz de France, монополист в сфере добычи, транспортировки и распределении природного и бытового газа. В 1940-х и 1950-х годах было построено большое количество гидроэлектростанций во Французских Альпах, к 1960 году на ГЭС приходилось более 70 % выработки электроэнергии. Дальнейшее наращивание генерирующих мощностей происходило за счёт строительства тепловых электростанций на нефти, к 1973 году их доля выросла до 43 %, в то время как доля ГЭС сократилась до 32 %.
В июне 1956 года при участии CFP в Алжире (в то время французской колонии) было открыто крупное месторождение нефти Хасси-Мессауд. В ноябре также в Алжире было открыто крупное месторождение природного газа Хасси-Рмель. Это снизило зависимость CFP (и Франции в целом) от ближневосточной нефти. В 1971 году эти месторождения были национализированы правительством Алжира.
Первый ядерный реактор во Франции был подключён к сети в 1962 году. Вследствие нефтяного кризиса 1973 года началась реализация масштабной программы строительства атомных электростанций (так называемый «план Мессмера»). К 1983 году доля АЭС выросла до 43 %, а к 1990 году — до 75 %. Однако рассчёты роста потребления электроэнергии, сделанные в конце 1970-х годов, были ошибочными, к 1990-м годам у EDF насобирались большие долги и избыточные генерирующие мощности, уже в 1988 году средняя загруженность реакторов составляла всего 61 %. В результате Франция стала крупным экспортёром электроэнергии.
В 2008 году в результате слияния Gaz de France и Suez образовалась энергетическая компания GDF Suez (с 2015 года — Engie).
В 2022 году Франция впервые с 1980-х годов стала нетто-импортёром электроэнергии. В первую очередь это было связано с высоким уровнем износа действующих АЭС, в отдельные периоды половина из 57 реакторов находились на ремонте. Также, из-за сухой и жаркой погоды сократилась выработка электроэнергии на гидроэлектростанциях. С 1 августа 2022 года во Франции перестал действовать «тарифный щит», сдерживавший рост цен на электроэнергию, в результате тарифы для трети населения выросли примерно на 10 %.
В декабре 2024 года к сети был подключен первый во Франции реактор типа EPR установленной мощностью 1,65 ГВт; он стал третьим энергоблоком АЭС Фламанвиль; его строительство началось в 2007 году и обошлось 19,1 млрд евро. Планируется построить 14 новых АЭС для замены угольных ТЭС и старых ядерных реакторов.

## Электроэнергетика
Электроэнергетический комплекс Франции входит в пятёрку крупнейших в Евросоюзе, наряду с комплексами Великобритании, Германии, Испании и Италии. Его отличительной особенностью является большая доля ядерной энергетики — 57 ядерных реакторов общей установленной мощностью 61,4 ГВт вырабатывают около 70 % электроэнергии в стране.
По состоянию на 2020 год структура основных показателей электроэнергетики Франции характеризовалась следующими данными и диаграммами:
- Установленная мощность генерирующих источников — 138,6 ГВт (9-е место в мире);
- Производство электроэнергии-брутто — 570,8 млрд кВт∙ч;
- Потребление электроэнергии — 472,7 млрд кВт∙ч (10-е место в мире);
- Экспорт — 64,4 млрд кВт∙ч (3-е место в мире);
- Импорт — 19,6 млрд кВт∙ч (12-е место в мире);
- Потери при передаче — 36,2 млрд кВт∙ч (9-е место в мире).

Структура установленной мощности электростанций Франции за 2019 год,  проценты
Структура производства электроэнергии-брутто, за 2019 гг. , проценты
Структура производства электроэнергии-брутто крупнейшими странами Евросоюза за 2019 год, проценты

В электроэнергетике Франции доминирует государственная компания Électricité de France (EDF), на неё в 2019 году приходилось 90 % установленной мощности генераторов и 98 % производства электроэнергии. Ей принадлежит контрольный пакет акций оператора высоковольтных линий электропередач Réseau de Transport d'Électricité (RTE).
| Таблица 7. Расходная часть баланса электрической энергии Франции за 1990—2019 гг., млн. кВт∙ч |        |        |        |        |        |        |        |        |        |        |
| Статьи расходной части баланса                                                                | Годы   | Годы   | Годы   | Годы   | Годы   | Годы   | Годы   | Годы   | Годы   | Годы   |
| Статьи расходной части баланса                                                                | 1990   | 1995   | 2000   | 2005   | 2010   | 2015   | 2016   | 2017   | 2018   | 2019   |
| Конечное потребление                                                                          | 323252 | 367887 | 410393 | 451110 | 471762 | 442993 | 451287 | 447460 | 445772 | 440688 |
| Энергетический сектор (энергетическое использование)                                          | 21022  | 25037  | 25490  | 28339  | 27673  | 7961   | 8543   | 8095   | 8669   | 8740   |
| Промышленность                                                                                | 114666 | 123607 | 134656 | 139547 | 117444 | 115908 | 117706 | 116738 | 116923 | 115524 |
| Черная металлургия и сталелитейная промышленность                                             | 11643  | 14558  | 17152  | 15611  | 10217  | 13848  | 14132  | 13641  | 13866  | 12762  |
| Химическая и нефтехимическая промышленность                                                   | 26791  | 24034  | 25735  | 24932  | 27640  | 19075  | 19087  | 19481  | 19188  | 19634  |
| Строительство                                                                                 | 2096   | 1639   | 1496   | 1735   | 2169   | 3874   | 3901   | 3869   | 3972   | 4133   |
| Пищевая и табачная промышленность                                                             | 13797  | 16281  | 17700  | 19748  | 20102  | 22425  | 22808  | 22107  | 23262  | 23016  |
| Машиностроение                                                                                | 13633  | 14856  | 14826  | 11917  | 15936  | 12478  | 12522  | 12504  | 12418  | 12151  |
| Горная промышленность и разработка карьеров                                                   | 3663   | 1050   | 1886   | 1653   | 575    | 1669   | 1624   | 1660   | 1640   | 1558   |
| Цветная металлургия                                                                           | 10539  | 8274   | 9701   | 9833   | 7468   | 8477   | 8578   | 8670   | 7993   | 8091   |
| Производство нерудных материалов                                                              | 6363   | 8815   | 8124   | 8832   | 9174   | 7920   | 8145   | 8198   | 8219   | 8314   |
| Целлюлозно-бумажная промышленность и полиграфия                                               | 9385   | 11475  | 13693  | 13490  | 9204   | 8249   | 8206   | 7979   | 7925   | 7510   |
| Текстильная и кожевенная промышленность                                                       | 4241   | 3878   | 3630   | 2567   | 1758   | 1514   | 1546   | 1535   | 1532   | 1456   |
| Производство транспортного оборудования                                                       | 8017   | 7622   | 8661   | 8264   | 7560   | 6124   | 6680   | 6601   | 6727   | 6632   |
| Пиломатериалы и деревообрабатывающая промышленность                                           | 3938   | 5062   | 2157   | 2276   | 2248   | 2193   | 2163   | 2173   | 2209   | 2290   |
| Прочие отрасли промышленности                                                                 | 560    | 6063   | 9895   | 18689  | 3393   | 8062   | 8315   | 8321   | 7972   | 7978   |
| Транспорт                                                                                     | 7473   | 7734   | 9380   | 9861   | 10037  | 10701  | 10520  | 10580  | 10090  | 10081  |
| Железная дорога                                                                               | 7473   | 7734   | 9380   | 9861   | 10037  | 9250   | 9060   | 9048   | 8623   | 8470   |
| Дороги, шоссе                                                                                 | --     | --     | --     | --     | --     | 110    | 147    | 192    | 241    | 328    |
| Трубопроводный транспорт                                                                      | --     | --     | --     | --     | --     | 707    | 708    | 786    | 760    | 721    |
| Прочие виды транспорта                                                                        | --     | --     | --     | --     | --     | 635    | 605    | 554    | 465    | 562    |
| Другие сектора                                                                                | 179776 | 206471 | 237759 | 271106 | 313923 | 307566 | 313894 | 311451 | 309369 | 305185 |
| Бытовые потребители                                                                           | 96908  | 108842 | 128720 | 138483 | 161520 | 157302 | 163104 | 161123 | 160236 | 159704 |
| Коммерческий сектор и предприятия общего пользования                                          | 80762  | 95011  | 106313 | 125188 | 144664 | 141359 | 141875 | 141399 | 140491 | 137002 |
| Сельское, лесное хозяйство и рыболовство                                                      | 2106   | 2618   | 2726   | 7435   | 7739   | 8905   | 8914   | 8929   | 8642   | 8479   |

### Атомная энергетика
Ядерный комплекс Франции, включающий 18 действующих АЭС, на которых на 1 января 2021 года эксплуатировалось 58 реакторов, установленной мощностью-брутто 65,88 ГВт — второй в мире после США.
В структуре производства первичной энергии в стране за 2019 году на долю ядерного тепла приходится 77,6 %. Доля АЭС Франции в суммарном производстве ядерной энергии в Евросоюзе за 2019 году — 49,5 %. В общем производстве электроэнергии-брутто во Франции в 2019 году на атомных электростанциях выработано 69,9 %.

### Тепловая энергетика
Во Франции работают две крупные тепловые электростанции на угле — Эмиль Юше (1,46 ГВт) в департаменте Мозель на северо-востоке Франции и ТЭС в коммуне Кордеме (1,26 ГВт) на западе страны. Также есть несколько десятков ТЭС на парогазовых установках, в частности, в 2016 году на ТЭС в Бушене был открыт энергоблок с газовой турбиной GE 9HA мощностью 605 МВт, занесённый в книгу рекордов Гиннесса как самый энергоэффективный.

### Гидроэнергетика
Во Франции насчитывается 2400 гидроэлектростанций общей установленной мощностью 25,5 ГВт, они вырабатывают около 12 % электроэнергии в стране; по суммарной мощности ГЭС Франция занимает третье место в Европе после Норвегии и Турции. Основные электростанции: Плотина Рослен (600 МВт), ГЭС Авиньон (Рона, 460 МВт), ГЭС Женисья (Рона, 420 МВт), Плотина Шеврий (Изер, 400 МВт), Ле-Пуже (Тарн, 372,5 МВт), плотина Донзер — Мондрагон (канал Донзер — Мондрагон, 348 МВт), Плотина Мареж (Дордонь, 272 МВт), Плотина Пети-Со (116 МВт), ГЭС Астон (Арьеж, 104 МВт), ГЭС Англефор (Рона, 90 МВт), Плотина Эгузона (Крёз, 72 МВт), ГЭС Банкерон (Тине, 52 МВт).
Крупнейшие гидроаккумулирующие электростанции: Плотина Гран-Мезон (1,8 ГВт), Монтезик (910 МВт), Ревен (800 МВт), Плотина Биссорта (750 МВт), Ла-Кош (320 МВт).
Во Франции работает одна из крупнейших в мире приливных электростанций Ля-Ранс мощностью 240 МВт.

### Возобновляемая энергетика
Во Франции наиболее низкий уровень классических возобновляемых источников энергии (ВИЭ) в сравнении с Великобританией, Германией, Испанией и Италией. Тем не менее, как и в остальных странах Европейского союза отмечается значительный их рост. Динамика изменения установленной мощности ВИЭ (без ГЭС) за период с 1990 по 2019 год и структура ВИЭ за 2019 год иллюстрируются следующими диаграммами

Динамика изменения установленной мощности других ВИЭ (без ГЭС),  1990-2019 гг., проценты
Структура  установленной мощности ВИЭ Франции за 2019 гг., проценты

#### Ветряная энергетика

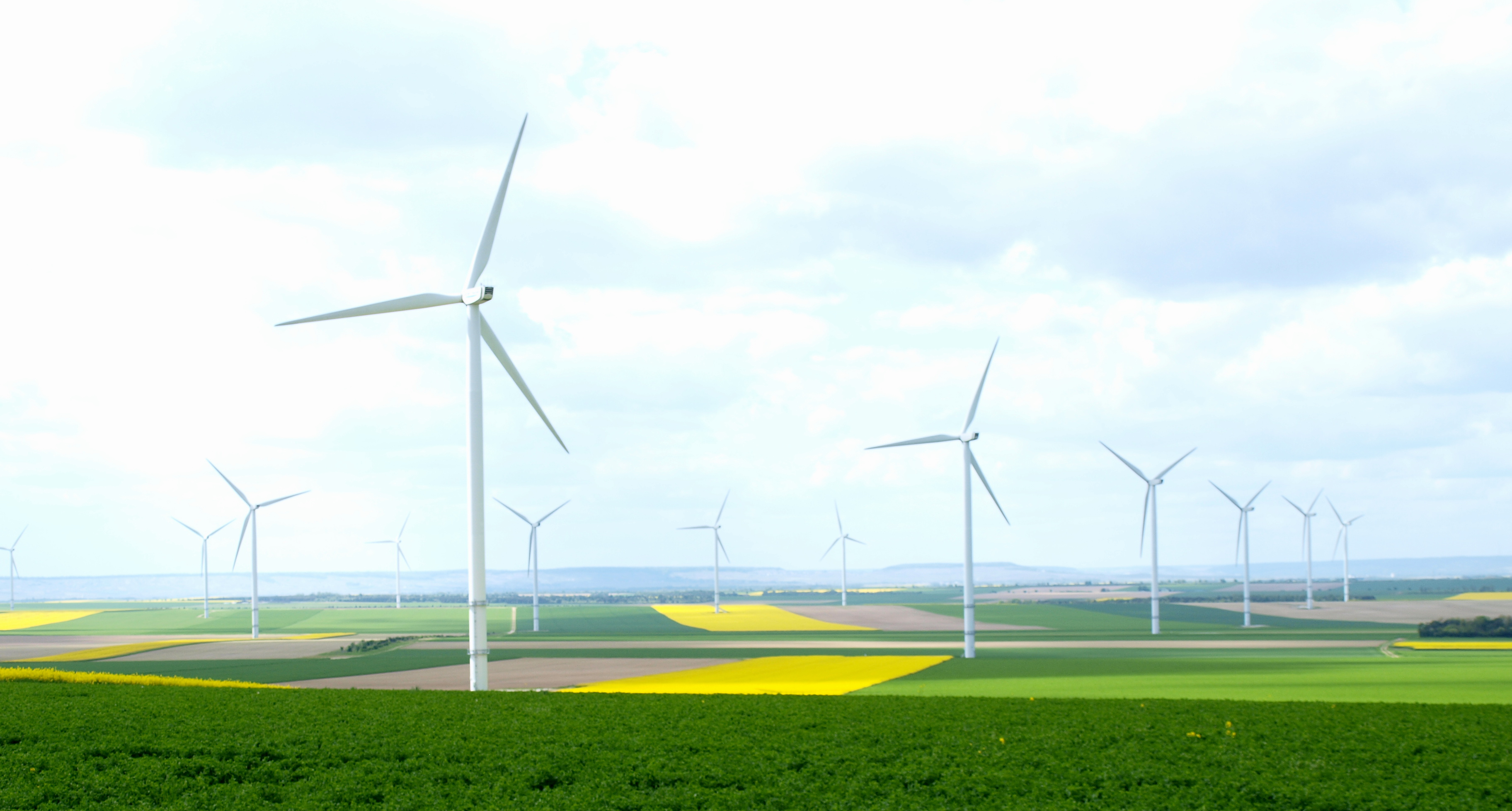
Ветряная электростанция в департаменте Марна

В 2024 году установленная мощность ветряных электростанций во Франции достигла 24,1 ГВт. Выработка электроэнергии на ВЭС составила 46,6 ТВт∙ч. Почти все ветряные электростанции относятся к наземным, больше всего их в регионах О-де-Франс и Гранд-Эст.

#### Солнечная энергетика
Солнечная энергетика во Франции начала развиваться в 2008 году, позже других стран Западной Европы. В 2015 году была открыта СЭС Cestas Solar Park мощностью 300 МВт, на то время крупнейшая в Европе. К концу 2015 года Франция вышла на 7-е место в мире по установленной мощности солнечных электростанций (6,6 ГВт).
По состоянию на сентябрь 2024 года установленная мощность солнечных электростанций во Франции составляла 23,7 ГВт, на них приходилось 6,2 % выработки электроэнергии. Наибольшее количество СЭС в регионах Новая Аквитания, Окситания и Овернь — Рона — Альпы.

## Нефть

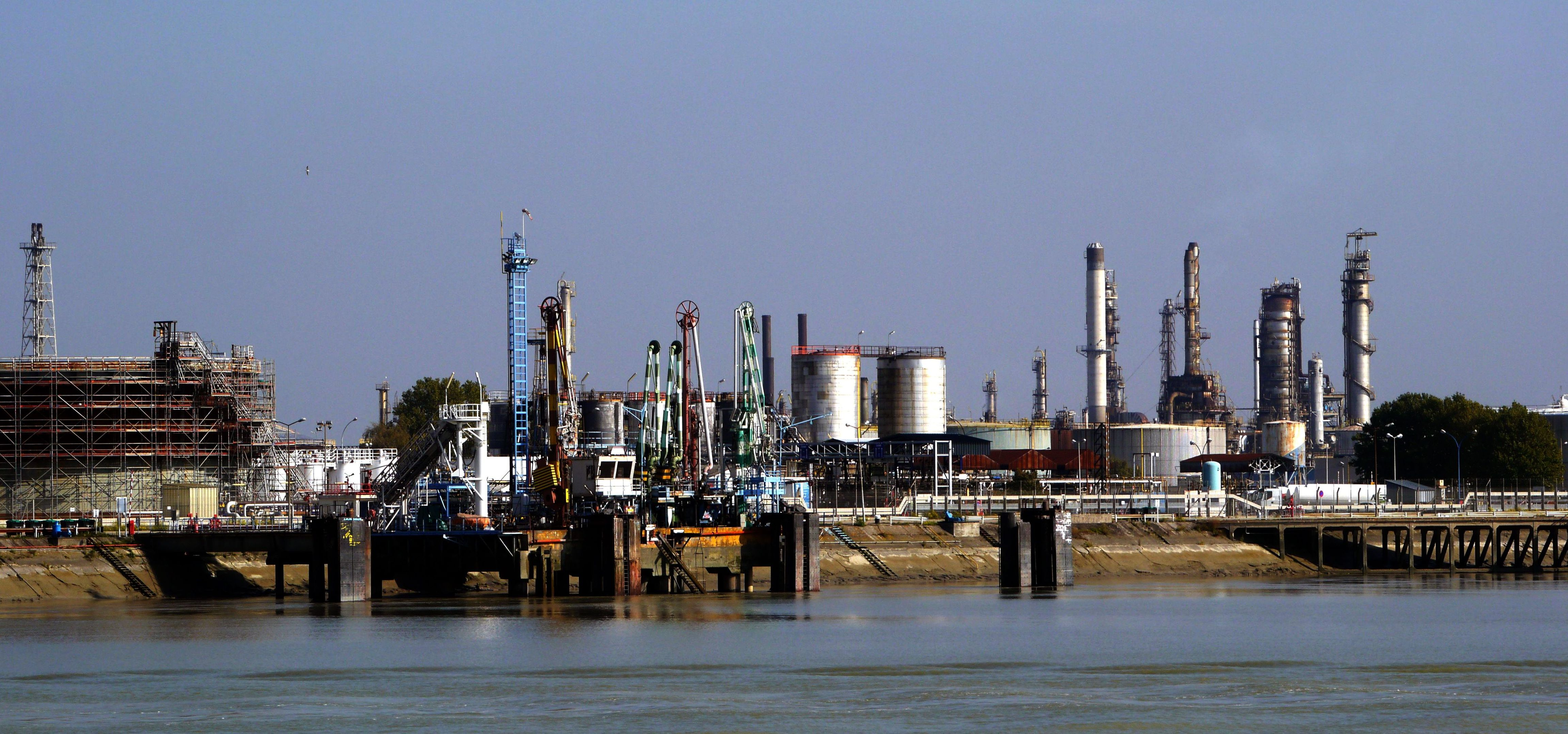
НПЗ в Граваншоне

Импорт нефти в 2023 году составил 46 млн т (337 млн баррелей). Главными портами для приёма нефти являются Донж, Гавр и Марсель. Также есть 6 пунктов для импорта нефтепродуктов: Бордо, Дюнкерк, Фронтиньян, Ла-Рошель, Пор-ла-Нувель и Страсбург.
Потребление нефтепродуктов в 2023 году составляло 68 млн т (498 млн баррелей); пик потребления был в 2001 году — 89 млн т. На транспорт приходится 62 % потребления, на сельское хозяйство — 12 %, промышленность — 4 %, ТЭС — 2 %, на неэнергетическое применение (нефтехимия, дорожные покрытия и др.) — 17 %.
Во Франции работает 6 НПЗ:
- НПЗ в Нормандии[фр.] — Гонфревиль-л’Орше, принадлежит TotalEnergies, открыт в 1933 году, 318 тыс. баррелей в день;
- НПЗ в Донже[фр.] — Донж, принадлежит TotalEnergies, открыт в 1933 году, 227 тыс. баррелей в день;
- НПЗ в Граваншоне[фр.] — Пор-Жером-сюр-Сен, принадлежит ExxonMobil, открыт в 1933 году, 226 тыс. баррелей в день;
- НПЗ в Лавера[фр.] — Мартиг, принадлежит Petroineos (совместное предприятие Ineos и PetroChina), открыт в 1933 году, 210 тыс. баррелей в день;
- НПЗ во Фрейзене[фр.] — Лион, принадлежит TotalEnergies, открыт в 1964 году, 116 тыс. баррелей в день;
- НПЗ в Фосе[фр.] — Фос-сюр-Мер, принадлежит Rhône Energies (консорциум из Trafigura и Entara), открыт в 1965 году, 112 тыс. баррелей в день.

Также есть НПЗ в Меде; он расположен в Шатонёф-ле-Мартиг, принадлежит TotalEnergies, открыт в 1935 году, в 2016 году переоборудован на производство биотоплива, 10 тыс. баррелей в день.

## Природный газ
Потребление природного газа в 2023 году составляло 33 млрд м³; пик потребления был в 2010 году — почти 50 млрд м³. На бытовое применение приходится 47 % потребления, на промышленность — 31 %, на ТЭС — 16 %.
Во Франции имеются значительные запасы сланцевого газа, однако, законом от 2011 года добыча нефти и газа с применением гидроразрыва пласта запрещена.

## Уголь
Применение угля во Франции началось по крайней мере в XIII веке, с 1720 года началась промышленная разработка месторождений. Максимум добычи был достигнут в 1958 году — около 60 млн т. С тех пор добыча неуклонно снижалась, последняя шахта была закрыта в 2004 году.
Потребление угля в 2023 году составило 7 млн т (импортированного), в основном он применялся в металлургии, а также на угольных ТЭС.